# Kameradschaft Tor
Die Kameradschaft Tor war von 2001 bis zu ihrem Verbot am 9. März 2005 eine aktive und einflussreiche rechtsextreme Kameradschaft in Berlin. Tätigkeitsschwerpunkt war vor allem in Lichtenberg und Friedrichshain. Es wurde versucht, aktionistisches Auftreten und Straßengewalt mit dem ideologischen Hintergrund der völkischen Rechten zu verbinden.

## Geschichte

### Entstehung
Mitglieder der zukünftigen Kameradschaft Tor fielen zum ersten Mal während einer Veranstaltung der Berliner Republikaner am 21. August 1999 in Friedrichshain auf. Diese beschlossen im Jahr 2001 eine eigene Kameradschaft zu gründen. Der Namensgeber war das „Frankfurter Tor“ in Friedrichshain. Zu diesem Zeitpunkt war die Kameradschaft Tor eine konventionelle Neonazi-Kameradschaft. Ihre Mitglieder nahmen mit Transparenten an Aufmärschen teil, druckten eigene T-Shirts und betrieben eine Internetseite.
Im Zeitraum 2003/04 setzte allerdings in der rechtsextremen Szene eine Diskussion ein, in deren Verlauf sich die Kameradschaft Tor verstärkt in Kleidungsstil, Aktionsformen und Ausdruck an der Skater/Hardcore-Punk-Szene und an den Autonomen der 1980er/90er-Jahre orientierte. Die gaben sich zusammen mit Rechtsextremen aus anderen Stadtbezirken die Bezeichnung „Autonome Nationalisten Berlin“, unter der offen zu Gewalttaten aufgerufen wurde und noch unverhohlener rassistische und antisemitische Parolen publiziert wurden. Die Palette der rechtsextremen Slogans wurde durch originär linksextreme Parolen, wie „Fight the System, Fuck the Law“ ergänzt. In diesem Zeitraum führte die Kameradschaft Tor, in Zusammenarbeit mit der ebenfalls im März 2006 verbotenen „Berliner Alternative Süd-Ost“, mehrere symbolische Hausbesetzungen durch, um die Forderung nach einem „Nationalen Jugendzentrum“ zu unterstreichen. Auch die sogenannte Anti-Antifa-Arbeit wurde ausgebaut und die damit verbundene gezielte Straßengewalt verstärkt. Mit kleineren Aktionen, wie einer Durchquerung des Brandenburger Tors oder einer versuchten Kundgebung am Denkmal für die ermordeten Juden Europas, erreichten sie eine größere mediale Öffentlichkeit.
Ein Großteil der Mitglieder siedelte sich im Laufe der Zeit im Lichtenberger Weitlingkiez an. Dort versuchten sie mit Hilfe von Straßengewalt gegen Migranten und Linke, Sprühereien und Demonstrationen eine politische Dominanz zu erzielen. Im Jahr 2005 gelang es der Kameradschaft Tor, die jährlich stattfindende Silvio-Meier-Demonstration zu blockieren, als diese durch die Weitlingstraße zog.
Die Mitglieder verfügten über gute Kontakte zu Kameradschaften in Brandenburg, Mecklenburg-Vorpommern und Sachsen, aber auch Dortmund und Hamburg. (Siehe auch Rechtsextreme Netzwerke.)

### Mädelgruppe
Etwa 2004 gründete sich die „Mädelgruppe KS Tor“, die aus ca. fünf Frauen bestand und sich als Untergruppe der Kameradschaft verstand. Diese hatte eigene Transparente und eine eigene Internetpräsenz, auf der Demonstrationsberichte und Texte zu kulturellen Themen veröffentlicht wurden.
Die Frauen in der Kameradschaft waren zu dieser Zeit bei öffentlichen Aktionen deutlich präsenter. So führten sie am 8. Mai 2004 eine Störaktion beim jährlichen Gedenken an den Sieg der Alliierten am sowjetischen Mahnmal in Treptow durch.

### Verbot
Nach dem Verbot am 9. März 2005 durch den Berliner Innensenator Ehrhart Körting organisierte sich ein Großteil der Aktivisten der Kameradschaft Tor unter der Bezeichnung „Freie Kräfte Berlin“. Die Aktionsformen sind dabei dieselben geblieben; doch brach der theoretische Hintergrund fast völlig weg. Die Aktionen gegen politische Gegner dominieren weiterhin, so dass in Folge zahlreicher Ermittlungen mehrere der Aktivisten mehrjährige Haftstrafen antreten mussten.